# Feldkirchen in Kärnten
Pour les articles homonymes, voir Feldkirchen.

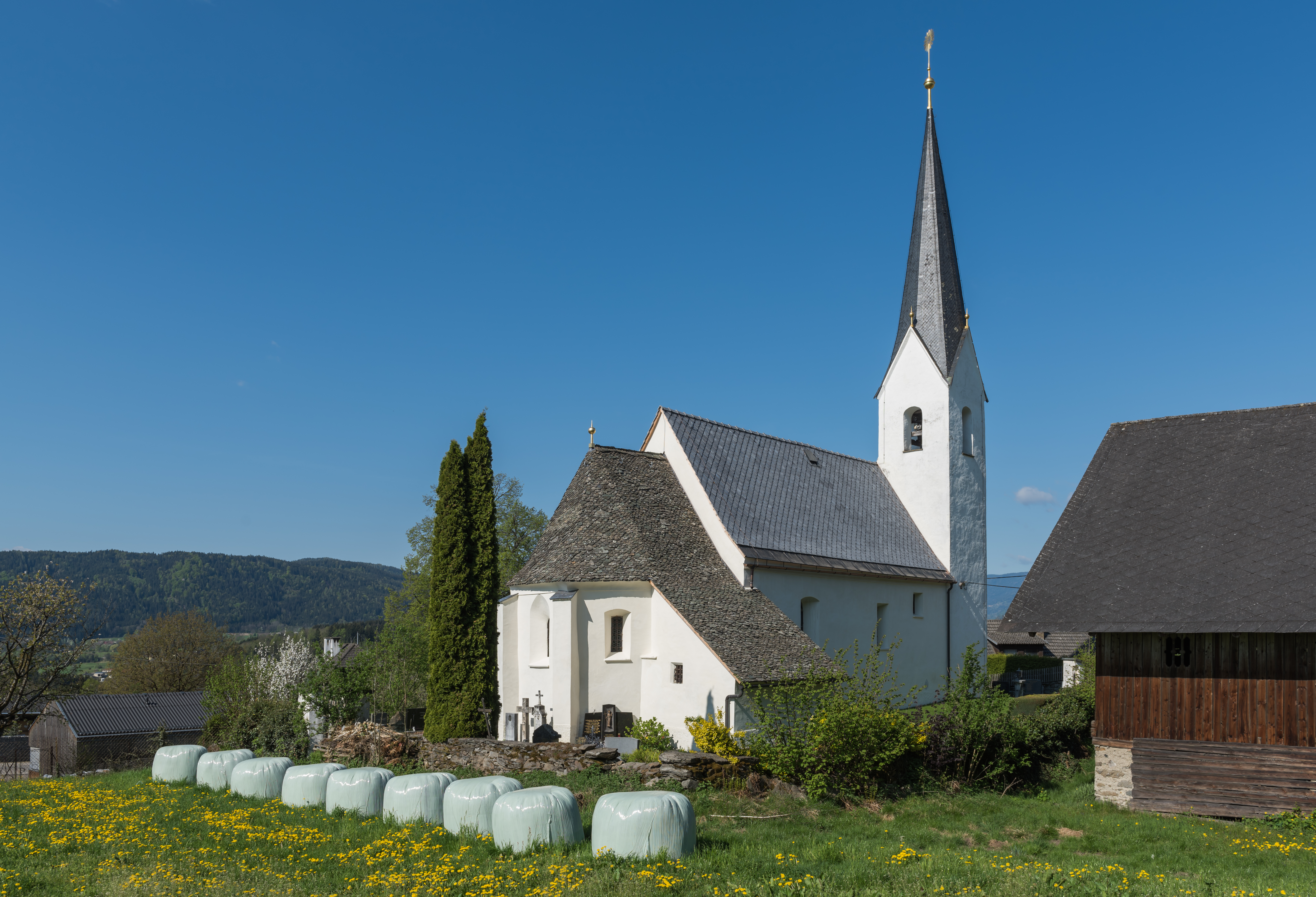
Église Saint-Vitus (et Saint-Martin) de la paroisse de Klein St. Veit, municipalité Feldkirchen in Kärnten. Avril 2016.

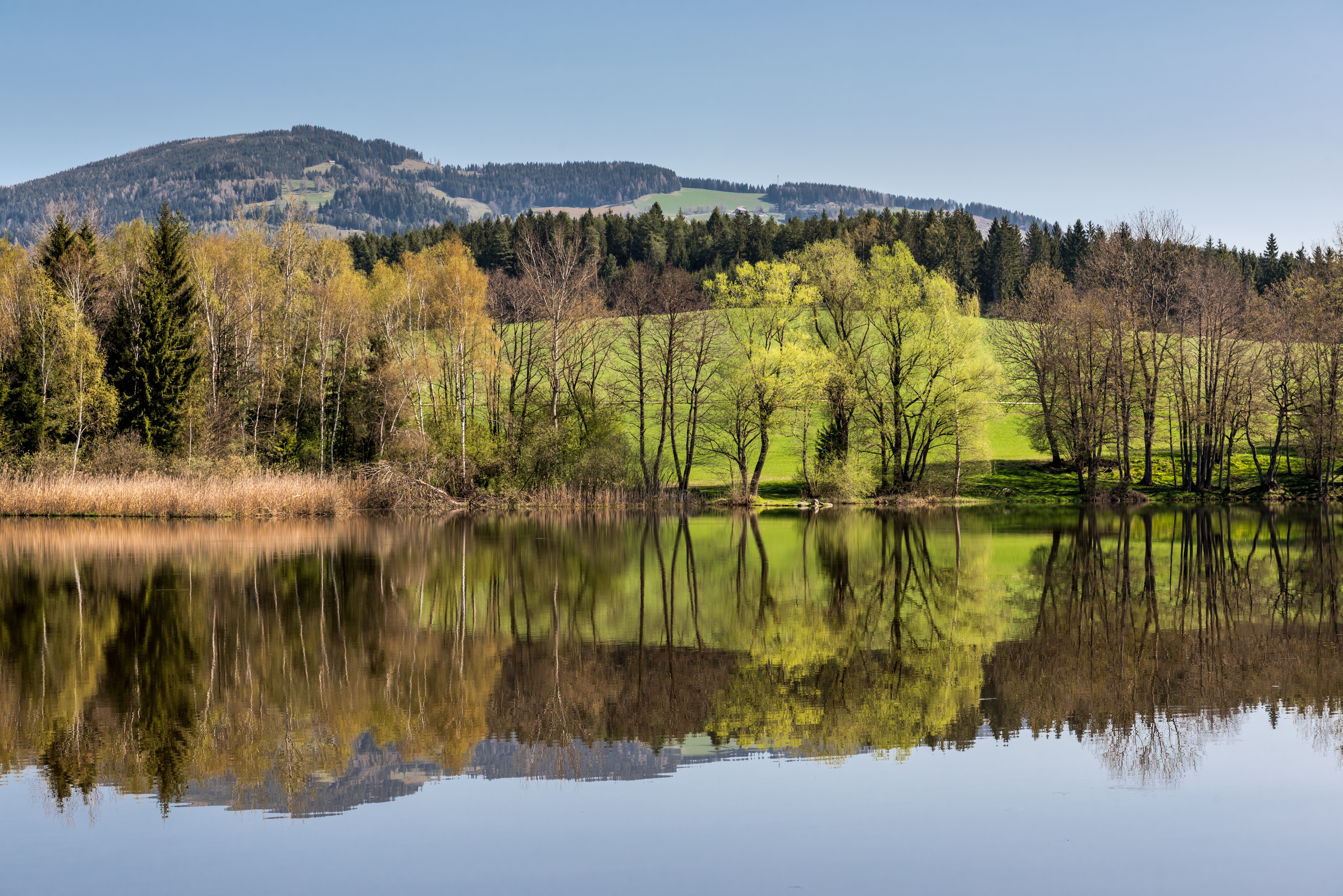
Le lac Dietrichstein à Feldkirchen in Kärnten. Avril 2018.

Feldkirchen in Kärnten est une commune autrichienne du district de Feldkirchen en Carinthie.

## Jumelages
- Bamberg (Allemagne) depuis 1993
- Ahrensburg (Allemagne) depuis le 13 février 1998[1]